# Christian von Kirchberg
Christian Albrecht Casimiro, Burggraf von Kirchberg, Graf zu Sayn-Hachenburg (* 5. Dezember 1726 in Hachenburg; † 12. Januar 1772 in Farnroda bei Eisenach) war ein Richter des Reichskammergerichts und entstammte den Adelsgeschlechtern Kirchberg und Sayn-Wittgenstein.

## Historische Einordnung
Aus den Landesteilungen von 1652, 1662 und 1671 zwischen den beiden saynische Erbtöchtern waren aus der ehemaligen Grafschaft Sayn zwei eigenständige Territorien entstanden: die Grafschaften Sayn-Hachenburg und Sayn-Altenkirchen. 1714/15 fiel die Grafschaft Sayn-Hachenburg ganz an Burggraf Georg Friedrich von Kirchberg, einen Urenkel von Graf Ernst von Sayn-Wittgenstein-Sayn und der Gräfin Louise Juliane von Erbach.

## Leben
Am 5. Dezember 1726 wurde Christian Albrecht Casimiro in der Residenzstadt Hachenburg geboren; er war der jüngste der neun Söhne des Burggrafen Georg Friedrich (1683–1749) und seiner Ehefrau Sophie Amalie, einer Tochter des Grafen Friedrich Ludwig von Nassau-Saarbrücken. Zusammen mit seinem Bruder Adolf Hartmann studierte Christian in den Jahren 1737 bis 1742 an den Universitäten Metz, Straßburg und Jena. Im Unterschied zu seinen Brüdern schlug er nicht die militärische Laufbahn ein, sondern setzte seine rechtswissenschaftlichen Studien für zwei Jahre in Marburg fort. Danach schloss sich die praktische Ausbildung am Reichskammergericht in Wetzlar an. 1745 bewarb sich der 18-jährige Christian bei dem kurz zuvor zum Kaiser gewählten Franz I. um das Amt eines Reichshofrats. Durch kaiserliches Dekret erfolgte am 15. Oktober 1745 die Ernennung; er war nun ein Vertreter der evangelischen Reichsstände, dem Corpus Evangelicorum, deren paritätische Beteiligung der Westfälische Friede von 1648 vorsah. Nahezu 18 Jahre war Christian Burggraf von Kirchberg an den Entscheidungen dieses einflussreichen Gerichtshofes des Reiches beteiligt; allerdings mit Unterbrechungen wegen seines Gesundheitszustandes, so als er 1758 einen Kuraufenthalt in Italien unternahm.
Als das Münzwesen infolge der Wirren des Siebenjährigen Krieges zusammenzubrechen droht, wurde Christian zur Beseitigung dieser Zustände von 1759 bis 1762 als Leiter einer Untersuchungskommission berufen. In dieser Funktion führte er langwierige Untersuchungen über die Münzpolitik der Reichsstadt Frankfurt und war am Prozess gegen den Markgrafen Alexander von Brandenburg-Ansbach wegen des Prägens minderwertigen Geldes beteiligt. Außerdem übernahm er diplomatische Missionen, wie 1764 als kaiserlicher Sondergesandter zum König von Sardinien-Piemont. Auf Grund seiner geleisteten Dienste und seiner stets loyalen Haltung zu Kaiser und Reich erfolgte im Oktober 1764 die Ernennung zum Präsidenten des Reichskammergerichts. Fünf Jahre später starb er auf seinem Landsitz in Farnroda bei Eisenach.